# Je-ne-baise-plus

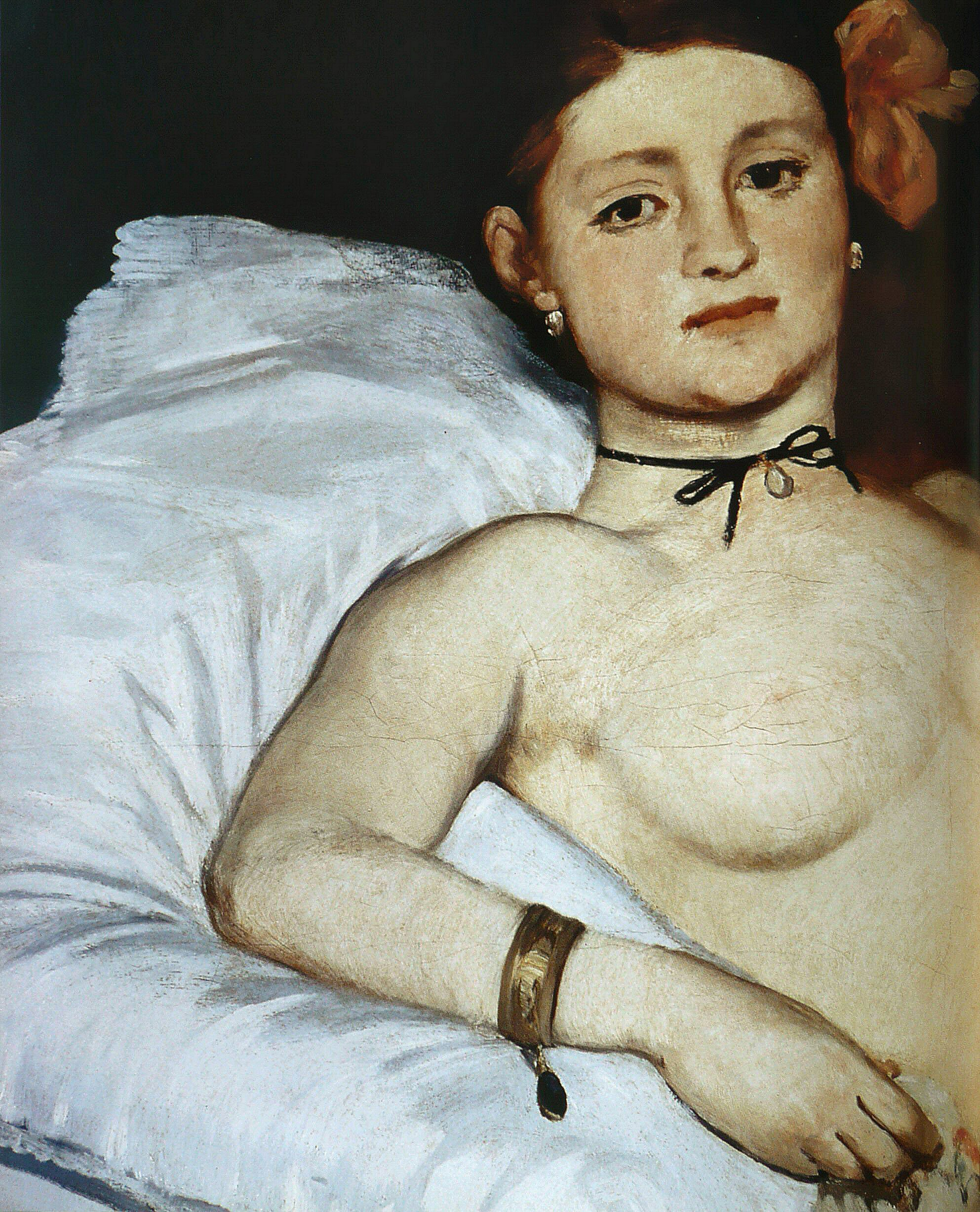
Un «je-ne-baise-plus» en la pintura Olympia de Édouard Manet (detall)

Un je-ne-baise-plus (del francès, «ja no cardo més») era una joia que consistia en una cinta de tela que es portava al voltant del coll subjectant un camafeu, una pedra preciosa, un penjoll o un element anàleg.
Significava que la portadora no tenia ni desitjava tenir relacions sexuals.